# Slavětín, Olomouc
Slavětín là một làng thuộc huyện Olomouc, vùng Olomoucký, Cộng hòa Séc.